# (3416) Dorrit
(3416) Dorrit es un asteroide que forma parte del grupo de los asteroides que cruzan la órbita de Marte y fue descubierto por Karl Wilhelm Reinmuth desde el Observatorio de Heidelberg-Königstuhl, Alemania, el 8 de noviembre de 1931.

## Designación y nombre
Dorrit fue designado al principio como 1931 VP.
Posteriormente, en 1987, a propuesta de Brian Marsden, fue nombrado en honor de la astrónoma estadounidense Dorrit Hoffleit (1907-2007).

## Características orbitales
Dorrit está situado a una distancia media del Sol de 1,918 ua, pudiendo acercarse hasta 1,521 ua y alejarse hasta 2,315 ua. Tiene una excentricidad de 0,2069 y una inclinación orbital de 22,06 grados. Emplea 970,2 días en completar una órbita alrededor del Sol.
Dorrit pertenece al grupo asteroidal de Hungaria.

## Características físicas
La magnitud absoluta de Dorrit es 13,2 y el periodo de rotación de 2,574 horas. Está asignado al tipo espectral Sa de la clasificación SMASSII.